# Poecilimon fussii
Poecilimon fussii är en insektsart som beskrevs av Franz Xaver Fieber 1878. Poecilimon fussii ingår i släktet Poecilimon och familjen vårtbitare. Inga underarter finns listade i Catalogue of Life.